# Aérospatiale SN-601 Corvette
L'Aérospatiale SN-601 Corvetta era un Business jet bimotore ad ala bassa realizzato dall'azienda francese Aérospatiale negli anni settanta, unico esempio del tentativo dell'Aérospatiale di entrare in quel settore di mercato.

## Utilizzatori

### Civili / privati
Algeria
- Air Algérie

 Belgio
- Sotr Amat

 Benin
- Air Benin

 Danimarca
- Air Marine
- North Flying
- Sterling Airways

 Emirati Arabi Uniti
- Air Intergulf

 Francia
- Aérospatiale
- Aerovision
- Air Alpes
- Air Alsace
- Air France
- Air Entreprise
- Air Languedoc
- Airbus
- Centre d'Essais en Vol
- Cogesat
- Continentale Air Service
- Eurocopter
- Gallic Aviation
- SFACT
- Touraine Air Transport
- Uni-Air

 Gabon
- Air Inter Gabon

 Madagascar
- Trimeta

 Marocco
- Casa Air Service

 Paesi Bassi
- Jetstar Holland

 Senegal
- Air Africar
- ASECNA

 Spagna
- Aeropublic
- Drenair
- Gestair
- Mayoral
- Teire

 Svezia
- Baltic Aviation
- Scan Fly

 Stati Uniti
- Air National

### Militari / governativi
Benin
- Government of Benin

 Rep. Centrafricana
- Government of the Central African Republic

 Francia
- Protection Civile

 Libia
- Libyan Air Ambulance

 Rep. del Congo
- Armée de l'Air du Congo